# Raymond Cousse
Raymond Cousse (Saint-Germain-en-Laye, 20 d'abril de 1942 - 22 de desembre de 1991) fou un escriptor i dramaturg francès. Pertanyia a una família bretona que es va establir a la regió de París a la recerca de treball. De jove va practicar molts esports, principalment atletisme, però el descobriment de l'obra de Samuel Beckett el va commocionar i el va decidir dedicar-se a la literatura. El 1967, amb 25 anys, va començar a escriure Enfantillages, i després La Terrine du chef, que el 1974 fou adaptada al teatre per Pierre Chabert amb el mateix Raymond Cousse en el seu paper principal. Aquest va ser l'inici d'una carrera com a còmic autodidacta perquè no va rebre cap formació.
Va completar Stratégie pour deux jambons el 1976, una novel·la publicada el 1978, adaptada a l'escenari el 1979 i posada en escena al Fòrum Lucernaire, de nou per Pierre Chabert. Aquesta peça va tenor molt èxit i fins i tot es va convertir en l'’obra francesa més representada arreu del món als anys vuitanta.
El 1983, va llegir per casualitat Mes amis d'Emmanuel Bove. S'esforçarà per reeditar la seva obra oblidada i signar, en col·laboració amb Jean-Luc Bitton i Jean-Yves Reuzeau, una biografia d'Emmanuel Bove que inclou inèdits de l'escriptor.
El 1984, va representar Enfantillages al Festival d'Avinyó, amb la seva pròpia posada en escena. Aquesta obra serà traduïda i interpretada arreu del món, també a Catalunya. Ha estat traduïda al català per Pep Cruz el 1986 i representada sota direcció de Josep Maria Flotats i interpretada per Pep Cruz.
El 1991, va publicar La Découverte de l'Afrique a Dilletante. El 22 de desembre del mateix any es va suïcidar. El 1993 l'actor espanyol Juan Echanove va estrenar el monòleg El cerdo sobre la seva obra Stratégie pour deux jambons.

## Obres

### Narracions
- 1978: Stratégie pour deux jambons, roman cochon, Flammarion. ISBN 2-08-064111-5
  - 1995: Stratégie pour deux jambons, éditions Le Serpent à Plumes, col. Motifs, n. 27 ISBN 2-908957-80-9
  - 1996: Stratégie pour deux jambons, roman cochon, EJL, col. Librio n. 137 ISBN 2-277-30137-X
  - 2002: Stratégie pour deux jambons, Alphee
  - 2018: Stratégie pour deux jambons, Zones sensibles.
- 1979: Enfantillages, Flammarion. L'absurdité, la cruauté et l'injustice du monde exposées par la naïveté d'un regard enfantin ISBN 9782080641908
  - 1992: Enfantillages, Flammarion ISBN 2080641905
- 1982: Le Bâton de la maréchale, roman militaire et pornographique, Flammarion ISBN 2080644882
- 1992: L'Édifice, Flammarion

### Teatre
- 1981: Théâtre I, sept pièces, Flammarion. Contient Stratégie pour deux jambons, L'Édifice, La Terrine du chef, Refus d'obtempérer, Trois pantomimes.
- 1985: Enfantillages i Stratégie pour deux jambons, L'Avant-Scène Théâtre n. 761, 1 de gener de 1985.

### Assaig
- 1986: L'envers vaut l'endroit, journal d'Australie, Le Dilettante.
- 1991: La Découverte de l'Afrique, journal à couper le beurre, Le Dilettante.
- 1998: L'envers vaut l'endroit et autres textes (inclou : Vive le Québec libre ! i La Découverte de l'Afrique), Le Dilettante.

### Cartes i pamglets
- 1983: À bas la critique i Vive le Québec libre !, Éditions Rupture
- 1996: Invective contre Bernard Pivot, Éditions mille et une nuits
- 1998: À bas la critique, Grenoble, Éditions Cent Pages, 3e édition 2013 ISBN 978-2-9163-9038-3
- 2001: Apostrophe à Pivot, Grenoble, Éditions Cent Pages, ISBN 2-906724-69-6

## Biografia
- Emmanuel Bove : La Vie comme une ombre : biographie, coécrit avec Jean-Luc Bitton, avec la collaboration de Jean-Yves Reuzeau, Le Castor astral, 1994 ISBN 2-85920-226-9